# Särkisalo
Särkisalo (Finby en suédois) est une ancienne municipalité du sud-ouest de la Finlande, dans la région de Finlande du Sud-Ouest. 
Les municipalités d'Halikko, Kiikala, Kisko, Kuusjoki, Muurla, Perniö, Pertteli, Suomusjärvi et Särkisalo ont fusionné avec Salo le 1er janvier 2009.
Cette municipalité regroupait quelques îles de la côte Sud-Ouest de la Finlande.

## Histoire
De la première mention du lieu, en 1329, jusqu'à l'extrême fin du XIXe siècle, les îles sont uniquement peuplées de suédophones, et l'économie dépend alors largement de la pêche. L'arrivée de petites industries notamment liées au bois (scierie en particulier) provoque par la suite un afflux de population venue du continent, les nouveaux arrivants étant principalement de langue maternelle finnoise. Le nom même de Särkisalo n'apparaît que dans les années 1930, seul Finby était auparavant utilisé.
La population des îles de la commune culmine à plus de 2 000 habitants en 1950 avant de très fortement décliner avec la perte de certaines industries. La population remonte aujourd'hui légèrement mais reste très en deçà d'un seuil qui garantirait le maintien de la commune à long terme. Une fusion avec une municipalité voisine est très probable dans les années à venir.

## Géographie
La commune est formée par quelques îles intérieures de l'archipel de Turku et deux péninsules peu peuplées. L'île principale, Isoluoto/Storö (22 km²), est reliée au continent par un pont, les autres îles étant reliées entre elles par des chaussées ou des bacs.
Le village centre est situé à environ 150 km d'Helsinki et 100 km de la capitale provinciale Turku.
Près de 800 maisons de vacances y sont construites, un chiffre considérable pour une si petite commune.